# 北緯73度線
北緯73度線（ほくい73どせん）は、地球の赤道面より北に73度の角度を成す緯線。北極内部にあり、大西洋、北極海、ヨーロッパ、アジア、北アメリカを通過する。
この緯度の下では、5月5日頃から8月8日頃までの約3ヶ月間は白夜になり、11月13日頃から1月30日頃までの約2ヶ月半の間は極夜になる。

## 通過する地域一覧
北緯73度線は、本初子午線から東に向かって以下の場所を通っている。
| 地理座標                                               | 国土・領土・領海           | 備考                                                        |
| ------------------------------------------------------ | -------------------------- | ----------------------------------------------------------- |
| 北緯73度0分 東経0度0分 / 北緯73.000度 東経0.000度      | 大西洋                     | グリーンランド海 ノルウェー海                               |
| 北緯73度0分 東経21度51分 / 北緯73.000度 東経21.850度   | バレンツ海                 |                                                             |
| 北緯73度0分 東経53度5分 / 北緯73.000度 東経53.083度    | ロシア                     | ノヴァヤゼムリャ - ユージヌィ島                             |
| 北緯73度0分 東経56度19分 / 北緯73.000度 東経56.317度   | カラ海                     |                                                             |
| 北緯73度0分 東経70度3分 / 北緯73.000度 東経70.050度    | ロシア                     | ベルイ島の最南端を通過。                                    |
| 北緯73度0分 東経70度5分 / 北緯73.000度 東経70.083度    | カラ海                     | マリーギナ海峡                                              |
| 北緯73度0分 東経74度5分 / 北緯73.000度 東経74.083度    | ロシア                     | ショカルスキー島                                            |
| 北緯73度0分 東経74度40分 / 北緯73.000度 東経74.667度   | カラ海                     | Neupokoyeva島（ ロシア）のちょうど南を通過。                |
| 北緯73度0分 東経78度58分 / 北緯73.000度 東経78.967度   | ロシア                     | ショカルスキー島                                            |
| 北緯73度0分 東経79度22分 / 北緯73.000度 東経79.367度   | カラ海                     |                                                             |
| 北緯73度0分 東経80度48分 / 北緯73.000度 東経80.800度   | ロシア                     |                                                             |
| 北緯73度0分 東経120度7分 / 北緯73.000度 東経120.117度  | ラプテフ海                 | Olenyok海峡                                                 |
| 北緯73度0分 東経122度13分 / 北緯73.000度 東経122.217度 | ロシア                     | レナ川の三角州                                              |
| 北緯73度0分 東経129度31分 / 北緯73.000度 東経129.517度 | ラプテフ海                 |                                                             |
| 北緯73度0分 東経139度40分 / 北緯73.000度 東経139.667度 | 東シベリア海               | ボリショイ・リャコフスキー島（ ロシア）のちょうど南を通過。 |
| 北緯73度0分 東経173度52分 / 北緯73.000度 東経173.867度 | 北極海                     |                                                             |
| 北緯73度0分 西経145度29分 / 北緯73.000度 西経145.483度 | ボーフォート海             |                                                             |
| 北緯73度0分 西経124度36分 / 北緯73.000度 西経124.600度 | カナダ                     | ノースウエスト準州 - バンクス島                             |
| 北緯73度0分 西経117度35分 / 北緯73.000度 西経117.583度 | プリンスオブウェールズ海峡 |                                                             |
| 北緯73度0分 西経116度44分 / 北緯73.000度 西経116.733度 | カナダ                     | ノースウエスト準州 - ビクトリア島                           |
| 北緯73度0分 西経114度1分 / 北緯73.000度 西経114.017度  | リチャード・コリンソン湾   |                                                             |
| 北緯73度0分 西経113度6分 / 北緯73.000度 西経113.100度  | カナダ                     | ノースウエスト準州 - ビクトリア島                           |
| 北緯73度0分 西経112度53分 / 北緯73.000度 西経112.883度 | ワイニアット湾             |                                                             |
| 北緯73度0分 西経110度35分 / 北緯73.000度 西経110.583度 | カナダ                     | ノースウエスト準州 - ビクトリア島                           |
| 北緯73度0分 西経110度18分 / 北緯73.000度 西経110.300度 | ハドレー湾                 |                                                             |
| 北緯73度0分 西経108度7分 / 北緯73.000度 西経108.117度  | カナダ                     | ヌナブト準州 - ビクトリア島、ステファンソン島               |
| 北緯73度0分 西経105度0分 / 北緯73.000度 西経105.000度  | M'Clintock海峡             |                                                             |
| 北緯73度0分 西経102度30分 / 北緯73.000度 西経102.500度 | カナダ                     | ヌナブト準州 - プリンスオブウェールズ島                     |
| 北緯73度0分 西経101度45分 / 北緯73.000度 西経101.750度 | オマニー湾                 |                                                             |
| 北緯73度0分 西経100度25分 / 北緯73.000度 西経100.417度 | カナダ                     | ヌナブト準州 - プリンスオブウェールズ島、プレスコット島     |
| 北緯73度0分 西経96度35分 / 北緯73.000度 西経96.583度   | ピール湾                   |                                                             |
| 北緯73度0分 西経95度45分 / 北緯73.000度 西経95.750度   | カナダ                     | ヌナブト準州 - サマーセット島                               |
| 北緯73度0分 西経91度37分 / 北緯73.000度 西経91.617度   | プリンスリージェント海峡   |                                                             |
| 北緯73度0分 西経89度21分 / 北緯73.000度 西経89.350度   | カナダ                     | ヌナブト準州 - バフィン島                                   |
| 北緯73度0分 西経86度23分 / 北緯73.000度 西経86.383度   | アドミラル湾               |                                                             |
| 北緯73度0分 西経85度2分 / 北緯73.000度 西経85.033度    | カナダ                     | ヌナブト準州 - バフィン島                                   |
| 北緯73度0分 西経80度37分 / 北緯73.000度 西経80.617度   | ネイビーボード湾           |                                                             |
| 北緯73度0分 西経80度7分 / 北緯73.000度 西経80.117度    | カナダ                     | ヌナブト準州 - バイロト島                                   |
| 北緯73度0分 西経76度15分 / 北緯73.000度 西経76.250度   | バフィン湾                 |                                                             |
| 北緯73度0分 西経55度40分 / 北緯73.000度 西経55.667度   | グリーンランド             | 本土及びジオグラフィカル・ソサエティ島                      |
| 北緯73度0分 西経22度26分 / 北緯73.000度 西経22.433度   | 大西洋                     | グリーンランド海 ノルウェー海                               |